# Haçan
Haçan ou Hasan (en arabe : حسن) est un terme arabe qui qualifie ce qui est bon ou joli.
Dans les sciences du hadith, Haçan qualifie une tradition orale rapportée de Mohamed qui parait bonne ou convenable dans son contenu (Matn) mais dont la transmission est grevée d'un vice de forme ('illa) ou contestable.